# Max Knight
Max Knight, bürgerlicher Name Max Eugen Kühnel (geboren 8. Juni 1909 in Pilsen, Österreich-Ungarn; gestorben 31. August 1993 in Berkeley, Grab in Kensington) war ein Schriftsteller und Übersetzer.

## Leben
Max Kühnel war ein Sohn des Vizepräsidenten des Wiener Bankvereins Bernhard Kühnel und der Margarethe Hoffer. Er wuchs in Wien auf. Während des Studiums der Jurisprudenz befreundete er sich mit dem Kommilitonen Joseph (Joe) Epstein (1909–57). Gemeinsam publizierten sie von 1931 bis 1938 unter dem gleichen Pseudonym Peter Fabrizius für Wiener Zeitungen rund 200 journalistische Texte, die sie oft auswärts auch unter anderen Pseudonymen zweit- und drittverwerteten. Als Jude erkannte Max Kühnel früh das kommende Unheil und ließ sich 1936 vom Wiener Tagblatt als Korrespondent nach London schicken, wo er wertvolle Kontakte knüpfen konnte, die es ihm erlaubten, 1938 aus Österreich dorthin zu fliehen. Später gelang auch seinem Freund die Flucht nach London. Von dort zog Max weiter nach Schanghai. Er bekam dort eine Anstellung als Journalist bei den North China Daily News, wo er sogar Fabrizius-Stories in englischer Übersetzung unterbringen konnte. Unterdessen war Freund Joe nach Kalifornien gelangt und besorgte für Max Papiere für die Einwanderung in die USA, sodass er 1941 dorthin zog. Er änderte seinen Namen in Knight. Zuerst Schuhputzer, dann Hilfsarbeiter in einer Werft, dann Spezialist für die Mandschurei im United States Office of War Information, dann Finanzjournalist, wurde er akademischer Mitarbeiter an der Hoover Institution und doktorierte dort 1952 in politischen Wissenschaften. Er hatte sich die englische Sprache so angeeignet, dass er Lektor amerikanischer Autoren und Herausgeber amerikanischer Texte wurde, zuletzt als Cheflektor der University of California Press.
Knight erhielt das Goldene Ehrenzeichen für Verdienste um die Republik Österreich. 

## Schriftsteller und Übersetzer
Er war immer schriftstellerisch tätig. Zusammen mit Joe Epstein publizierte er Übersetzungen von Werken deutschsprachiger Schriftsteller wie Bertolt Brecht, Karl Kraus und Johann Nestroy ins Englische, wofür sie von der Republik Österreich geehrt wurden.
- für ihre Karl-Kraus- und Nestroy-Übersetzungen an Joe Fabry und Max Knight
- Goldene Ehrennadel für Verdienste um die Republik Österreich, 1986.

Gemeinsam schrieben und publizierten sie ihre “shared autobiography” unter dem Titel One and One Make Three.
Unter Mithilfe von K.F. Ross hat Max Knight ausgewählte Gedichte von Christian Morgenstern ins Englische übersetzt und umgekehrt solche von Ogden Nash aus dem Englischen ins Deutsche. Weniger bekannt ist seine – vom  Autor sorgfältig geprüfte – Übersetzung der "Reinen Rechtslehre" des großen Rechtsphilosophen Hans Kelsen ins Englische. Aus Max Knights Vorwort ist zu entnehmen, dass er sowohl in Wien wie auch später in Berkeley bei Kelsen studiert hat.

## Werke (Auswahl)
- Max Knight: The German Executive 1880–1933. Stanford University Press, Stanford CA [1952] (Hoover Institute studies, series B, elites, 4).
- Christian Morgenstern: Gallow Songs and Other Poems, Galgenlieder. a selection, translated with an introduction by Max Knight; University of California Press, Berkeley 1963 (Text deutsch und englisch).
- Christian Morgenstern: Galgenlieder und andere Gedichte = Gallow Songs and Other Poems. ausgewählt und ins Englische übertragen von Max Knight; Piper Verlag, München 1972, ISBN 3-492-01968-4.
- Peter Fabrizius (Pseudonym für Max Knight und Joseph Fabry alias Joe Epstein): One and One Make Three. Story of a Friendship. Benmir Books, Berkeley CA 1988, ISBN 0-917883-03-9.
- Peter Fabrizius (Pseudonym für Max Knight und Joseph Fabry alias Joe Epstein): A Peter Fabrizius Reader. Selected Stories, Exilia, Verses and Essays from Two Worlds. Foreword by Harry Zohn; P. Lang, New York 1994 (Austrian culture, 12) ISBN 0-8204-2347-5 (Texte englisch und deutsch).
- Christian Morgenstern: Galgenlieder und andere Gedichte = Gallow Songs and Other Poems. ausgewählt, ins Englische übertragen und mit einem Nachwort von Max Knight, hrsg. sowie mit einem Nachnachwort versehen von Niklaus Peter; Schwabe Verlag, Basel 2010 (Schwabe Reflexe 10), ISBN 978-3-7965-2693-0.
- Der Kuckuck führt ein Lotterleben. Purzelreime von Ogden Nash. Ins Deutsche übertragen von K.F.Ross und Max Knight. Zsolnay: Wien, Hamburg 1977.
- Hans Kelsen: The Pure Theory of Law. Translated from the Second (Revised and Enlarged) German Edition by Max Knight. University of California Press. Berkeley and Los Angeles 1967.

## Nachlass
- Archiv für Exilliteratur, Wien (eine Hälfte des Nachlasses)
- University of Albany NY, M.E. Grenander Department of Special Collections and Archives (die andere Hälfte des Nachlasses)